# Rue des Trois-Portes
La rue des Trois-Portes est une voie du quartier de la Sorbonne dans le 5e arrondissement de Paris.

## Situation et accès
La rue des Trois-Portes est desservie à proximité par la ligne 10 à la station Maubert - Mutualité.

## Origine du nom
On croit qu'elle est nommée ainsi parce qu'il n'y avait originellement que trois maisons et donc trois portes.

## Historique
Ouverte en 1202 sur le clos Mauvoisin, elle est dénommée en 1300 et 1313 « rue des Trois-Portes ». Elle est citée dans Le Dit des rues de Paris de Guillot de Paris sous la forme « rue a Trois-Porte ».
En 1380, elle est désignée sous le nom de « ruelle Augustin » ou « ruelle Augustine », puis « ruelle des Trois-Portes » en raison des trois seules maisons qu'elle accueillait. Elle s'étendait alors jusqu'à la rue du Fouarre. Sur son côté nord (numéros pairs), elle possède encore de nos jours des bâtisses très anciennes.
La rue des Trois-Portes  formait l'une des limites du fief du clos de Garlande.
Au XIXe siècle, cette rue qui commençait place Maubert et finissait rue des Rats était située dans l'ancien 12e arrondissement de Paris.
Les numéros de la rue étaient rouges. Le dernier numéro impair était le no 13 et le dernier numéro pair était le no 16.

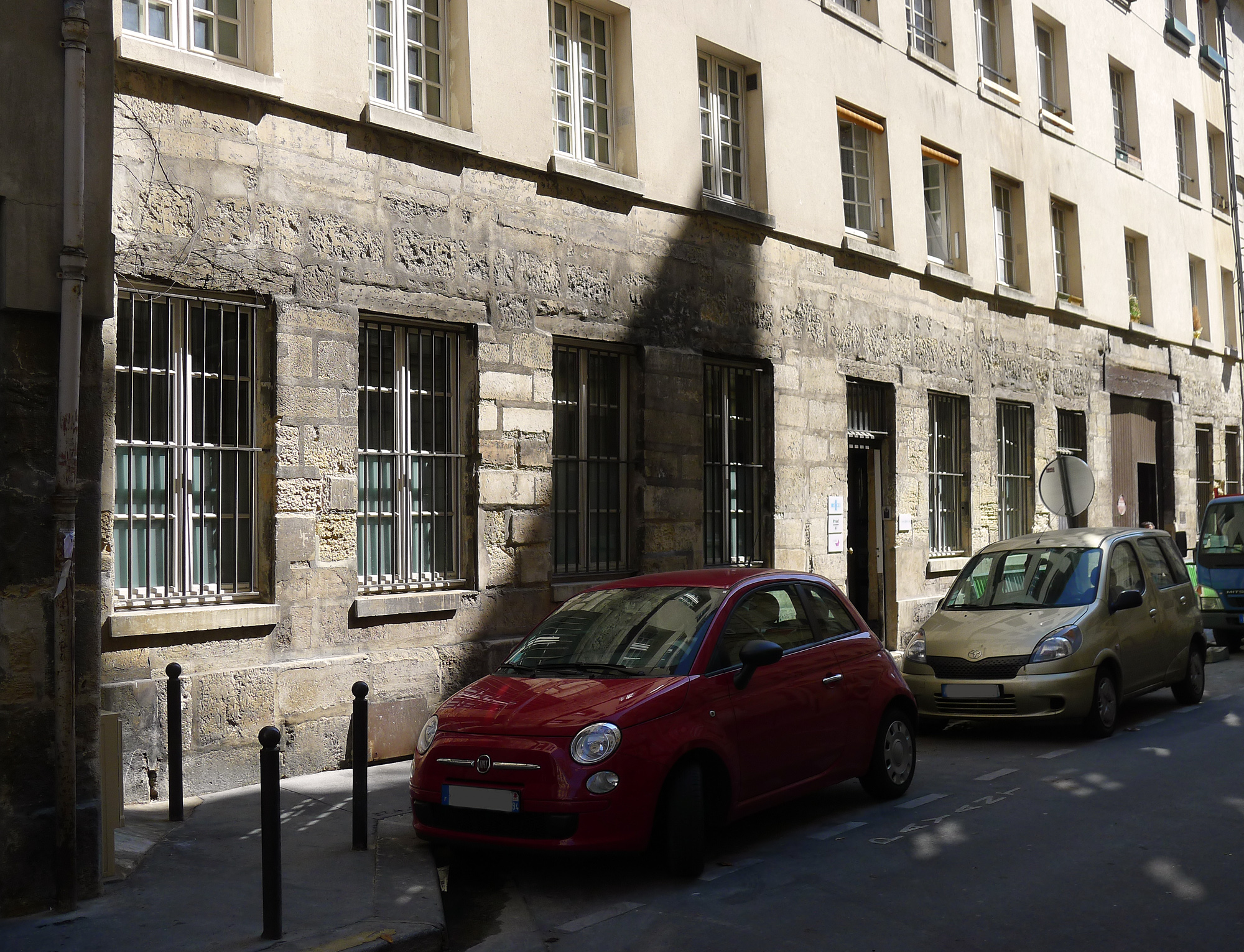
No 12.
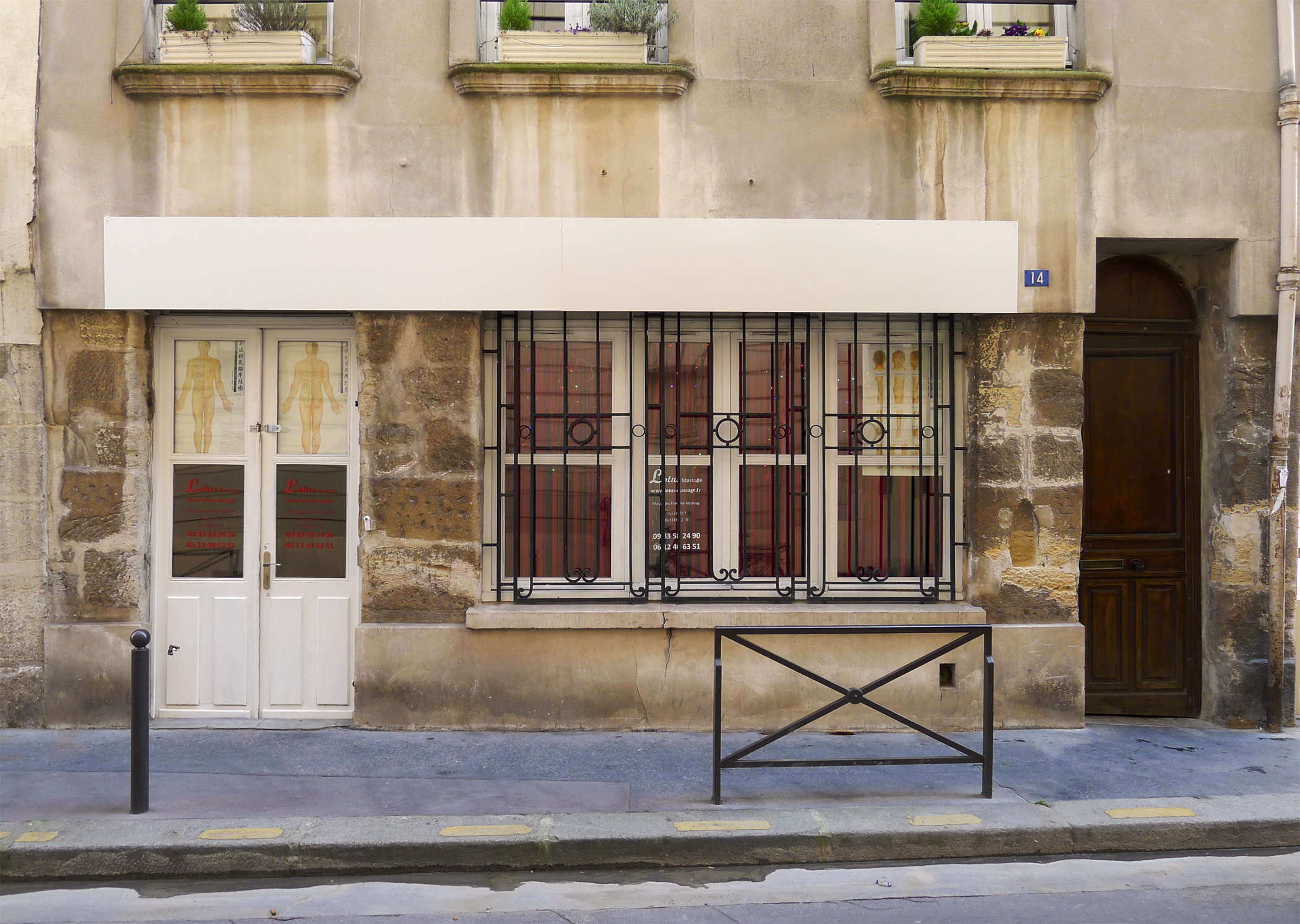
No 14.

## Bâtiments remarquables et lieux de mémoire
- Le no 10 de cette rue a longtemps été le siège de Hara-Kiri et Charlie Hebdo (de 1972 à 1981).
- No 14 : au rez-de-chaussée, la niche creusée en façade est un vestige de l’éclairage public à l’huile du XVIIIe siècle. Chaque jour, l’allumeur de réverbères descendait la lampe pour changer la mèche, remplir le réservoir et l’allumer. Cette opération se faisait au moyen d’une manivelle dont la boîte de protection était placée dans la niche[3].

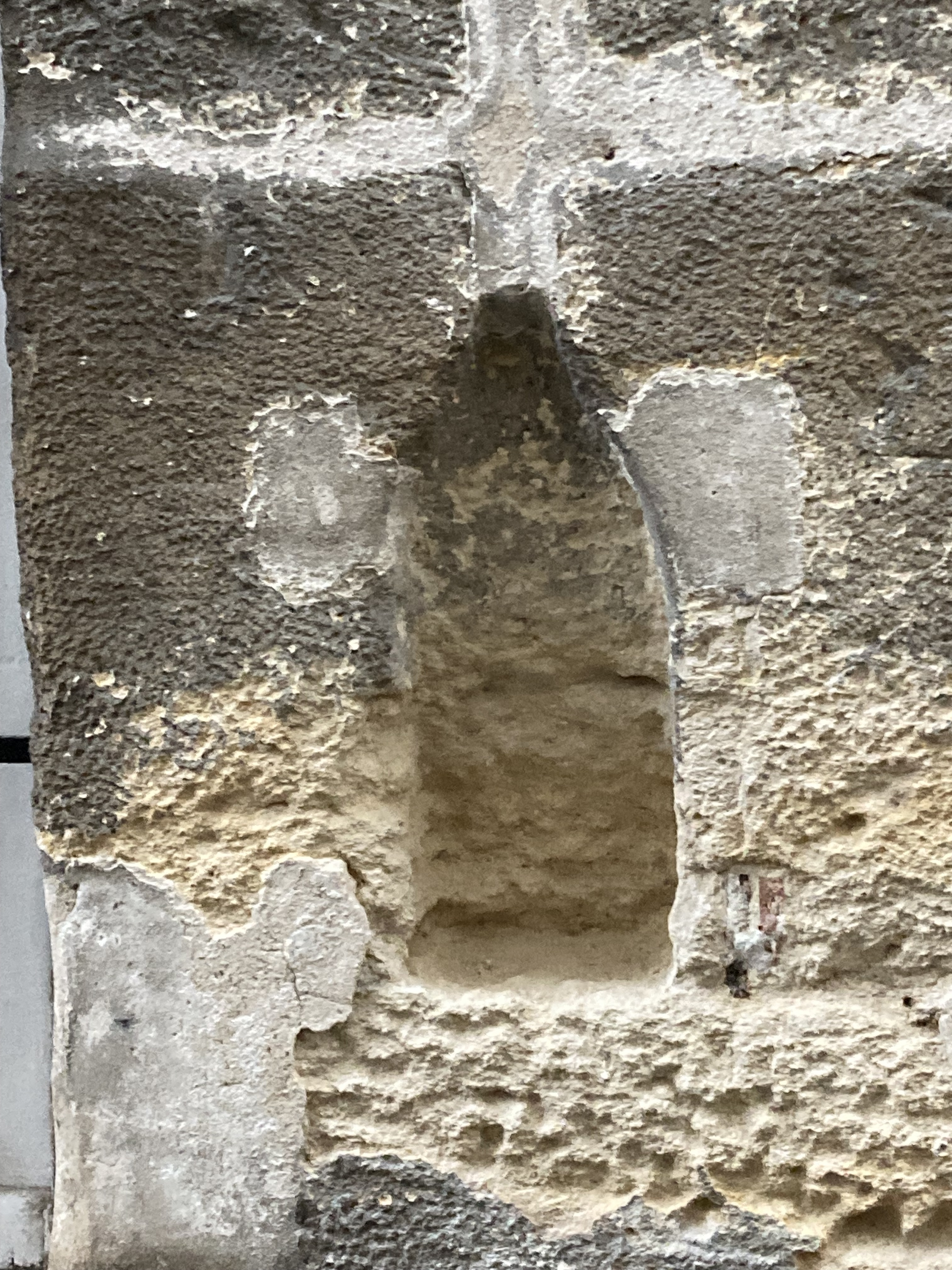
No 14, vestige d'un système d'éclairage public à l'huile.